# Улица Февральской Революции (Екатеринбург)

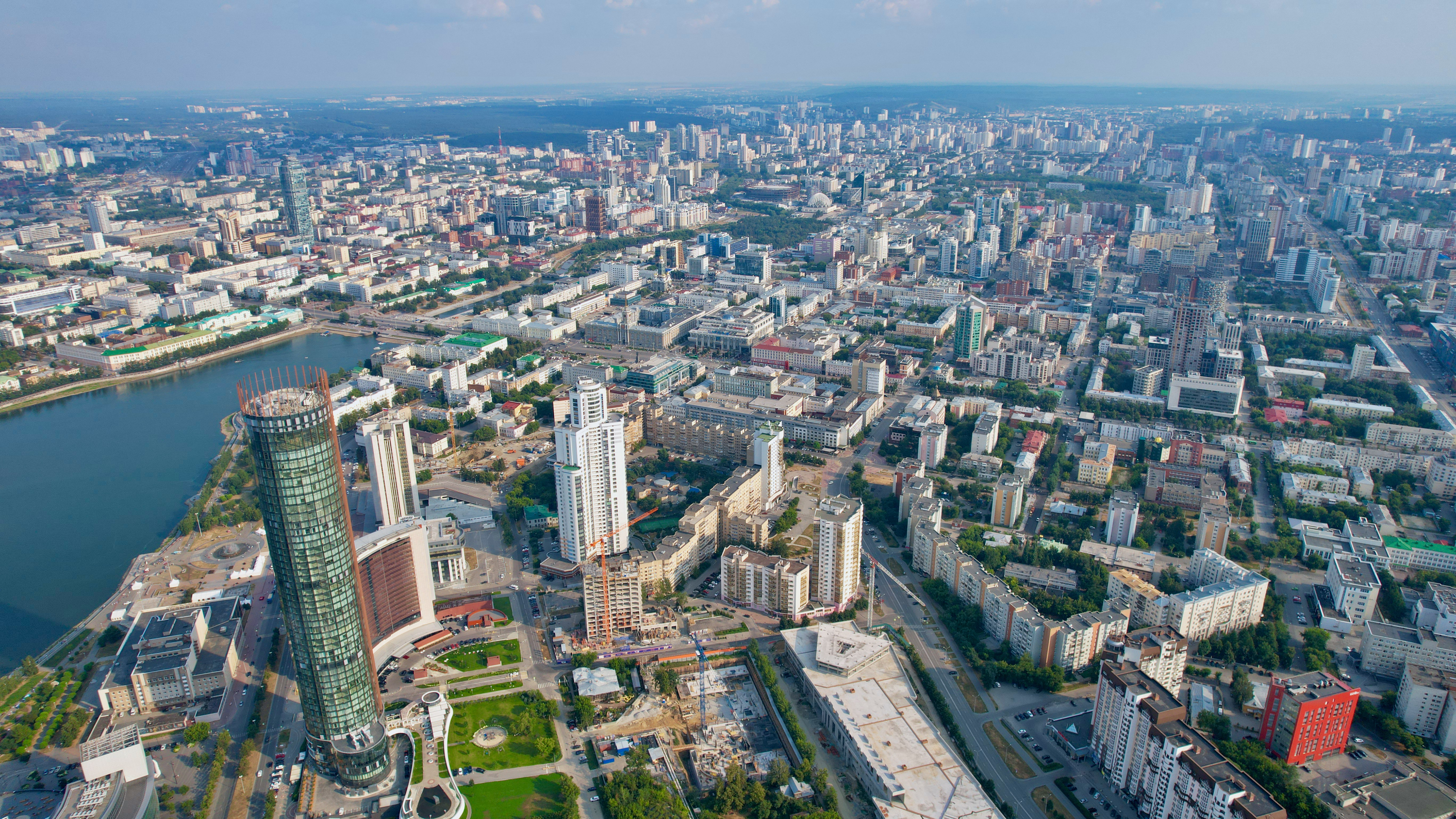
Вид с высоты, улица Февральской Революции в центре снимка, слева на ближнем плане башня Исеть

У́лица Февра́льской Револю́ции (до 1919 года — Лома́евская) — одна из старейших улиц в центре Екатеринбурга, проходит по территории Верх-Исетского административного района города. Улица появилась одной из первых в Екатеринбурге, на исходе второго десятилетия его истории, в части города, расположившейся за крепостными стенами вдоль правого берега Екатеринбургского заводского пруда и получившей название Верхней Ссыльной слободы. До революции 1917 года улица была местом жительства преимущественно ремесленников, а также мещан и купцов.
Современная улица Февральской Революции является тихой центральной улицей города, без интенсивного автомобильного и пешеходного движения. На ней расположен ряд памятников историко-культурного наследия города, а также одноимённое с улицей высотное жилое здание, второе по высоте жилое здание России за пределами Москвы. Улица дала Екатеринбургу двух незаурядных людей: Ивана Степановича Соколова, геолога и исследователя Урала, и Андрея Андреевича Анфиногенова, крупнейшего уральского краеведа и библиографа.

## Происхождение и история названий
Как называлась улица в XVIII веке — не установлено. С начала XIX века (по другим данным — с 1788 года) за улицей утвердилось название Лома́евская, происхождение которого точно не известно, возможно, как и большинство уличных названий оно было образовано от фамилии проживавшего на улице горожанина, занимавшего высокое положение в городском обществе. Этим человеком, по версии М. Ф. Худяковой, мог быть управитель Екатеринбургского завода в 1797—1801 годах берг-мейстер Никита Анисимович Ломаев. Интересно, что по данным Н. С. Корепанова в конце XVIII века название Ломаева носила улица на левом берегу Городского пруда (за крепостным валом), позднее улица не упоминается. Ломаевской улица оставалась до 6 ноября 1919 года, когда на инициированной Екатеринбургским Советом волне массовых переименований улиц города улица получила своё современное название в память о Февральской революции 1917 года.

## Расположение и благоустройство
Улица Февральской Революции проходит с юго-востока на северо-запад между улицами Бориса Ельцина и Октябрьской Революции. Начинается от пересечения с улицей Антона Валека, где по дуге сразу поворачивает на северо-запад; заканчивается улица Февральской Революции у Т-образного перекрёстка с улицей Челюскинцев. Пересечений с другими улицами нет. Слева на улицу выходит улица Боевых Дружин (ранее с ней пересекалась), справа примыканий к улице нет, кроме двух безымянных проездов на улицу Бориса Ельцина На данный момент часть улицы от улицы Боевых Дружин до улицы Челюскинцев перекрыта строительным забором, огораживающим территорию строительной площадки делового квартала Екатеринбург-Сити.
Современная протяжённость улицы составляет около 800 метров (протяжённость застроенной части улицы — 400 метров). Ширина проезжей части в среднем около 6 м (по одной полосе в каждую сторону движения). Светофоров на протяжении улицы нет, имеются два нерегулируемых пешеходных перехода. С обеих сторон улица оборудована тротуарами (на начальном отрезке — только с нечётной стороны улицы), а также уличным освещением. Нумерация домов ведётся от улицы Антона Валека.

## История

### XVIII и XIX века

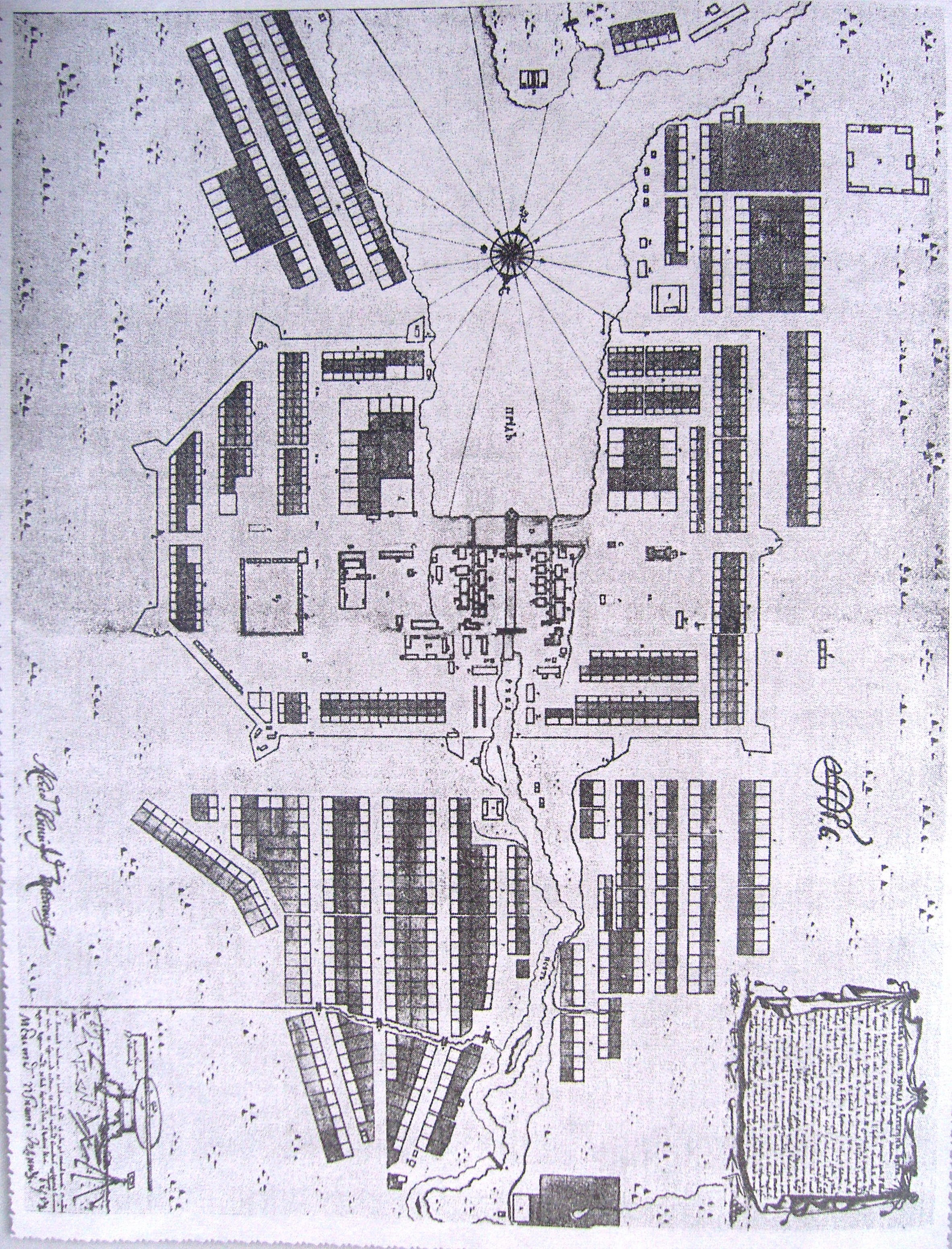
План Екатеринбурга 1743 года. Вторая уличная линия в верхнем левом углу плана — улица Февральской Революции.

Ломаевская улица начала формироваться вскоре после возникновения на рубеже 1720-х — 1730-х годов Верхней Ссыльной Слободы, расположившейся к северо-западу от Екатеринбургского завода-крепости, за его Зелейными (Пороховыми) воротами. Застраиваться улица стала в 1740-е годы как одна из трёх основных осей этой слободы. Трассировка улицы нанесена на план Екатеринбурга 1743 года: на нём видно, что улица имела одностороннюю застройку (по нечётной стороне), а с чётной стороны на улицу выходили огороды усадеб соседней улицы Фетисовской (современная улица Бориса Ельцина).
На планах 1785 и 1788 годов улица показана застроенной на всём своём современном протяжении. В этот период улица делилась на три квартала, застройка улицы ничем не отличалась от других слободских улиц — была полностью деревянной и одно-двухэтажной, каменные жилые особняки в Екатеринбурге появились только в самом конце XVIII века, а каменных казённых зданий на улице не было. На плане Екатеринбурга 1810 года улица обозначена, как имеющая двухстороннюю застройку, она по-прежнему делилась на три квартала. Генеральным планом Екатеринбурга 1826 года планировалось сократить число уличных кварталов с трёх до двух. Позднее это планировочное решение было выполнено: уже на генеральном плане Екатеринбурга 1845 года, а также и на более поздних планах присутствуют лишь два протяжённых квартала Ломаевской улицы.
На Ломаевской с давних пор проживали купцы: так ещё в 1830-х годах на улице в усадьбе № 6, в двухэтажном каменной особняке жил купец и почётный гражданин Екатеринбурга Михаил Григорьевич Крюков. М. Г. Крюков был одним из первых разработчиков минусинского золота. В его доме в 1840 году на несколько дней, на пути из Минусинска на Кавказ, останавливались декабристы братья Беляевы. С опальными дворянами М. Г. Крюков познакомился и подружился в Минусинске, где бывал по своим делам. После смерти купца Крюкова усадьбой владели его наследники: четыре сына и дочь. В 1887—1888 годах у Крюковых снимал квартиру отставной чиновник титулярный советник Александр Иванович Севастьянов, родной брат бывшего владельца «Дома Севастьянова» на набережной Городского пруда. Позднее А. И. Севастьянов переехал на 2-ю Береговую улицу в свой собственный дом.
Городская перепись 1887 года показала, что на Ломаевской улице имелось 54 городские усадьбы. В списке домовладельцев улицы значилось много купеческих фамилий, но преобладающим слоем населения улицы были кустари и мастера-ремесленники (29 домовладельцев, или 53,7 %). На Ломаевской улице жили также чиновники, мелкие торговцы из числа мещан и даже несколько священнослужителей. Двухэтажными каменными домами на 1887 год владели: наследники купца М. Г. Крюкова (№ 6), наследники С. А. Соколова (сразу двумя, № 8 и 10), купец С. И. Афонин (№ 12), вдова чиновника А. М. Назаренко (№ 5), мещанка А. Н. Лебедева (№ 43); жена чиновника А. В. Левитская владела одноэтажным каменным домом (№ 23). Двухэтажных полукаменных домов — с первый каменным и вторым деревянным этажом — на улице имелось 19, остальные 29 домов были деревянными и одно-двухэтажными. На подавляющем числе домовладений имелись вспомогательные службы, а также флигеля. На 46 усадьбах были построены бани.
В усадьбе № 2 жил купец 2-й гильдии В. Т. Макаров, торговавший чаем, сахаром и кофе на Главной Торговой площади и на Новом Гостином дворе. В усадьбе № 12 проживал купец С. И. Афонин, владевший пряничным заведением. Купцы В. Ф. Бебенин (усадьба № 14) и П. А. Пастухов (№ 26) вели торговлю на Старом Гостином дворе москательным товаром. Купец Аммос Панков (№ 30) торговал фарфоровой, фаянсовой и хрустальной посудой. Сразу тремя усадьбами (№ 37, 38, 39) владел торговец золотыми и серебряными изделиями И. К. Анфиногенов.
Из ремесленных заведений на улице были известны: слесарные мастерские К. А. Подкорытова (№ 40) и С. М. Сивкова (№ 54), столярная мастерская Ф. П. Трапезникова (снимал помещение у мещанина Я. Вершинина в доме № 54), скорняжная мастерская А. В. Самарцева (№ 4), ювелирная мастерская П. А. Антипина (№ 50), мастерская резчика металлических печатей И. Н. Притыкина (№ 35), кустарные камнерезные мастерские И. А. Хомякова (№ 34) и братьев Семёновых (№ 55).
В доме № 1 жил известный в Екатеринбурге чиновник Аркадий Александрович Кремлёв, член главной конторы Екатеринбургских заводов и гласный городской думы. Он активно работал в Уральском обществе любителей естествознания (УОЛЕ) с первых лет его существования, участвовал в пополнении зоологических коллекций музея, был кассиром УОЛЕ.
В двухэтажном полукаменном доме мещанина Е. Г. Старкова (усадьба № 13) находилась дворянская опека.
На углу с Щипановским переулком (современная улица Боевых Дружин) стоял двухэтажный каменный дом (№ 16), в котором проживал Василий Фёдорович Закожурников, начальник чертёжной Уральского горного управления, преподаватель географии Уральского горного училища и член УОЛЕ. В. Ф. Закожурников стал создателем карты Уральских заводов.
В 1870 году в доме № 8 на Ломаевской улице, в семье купца С. А. Соколова, родился Иван Степанович Соколов, впоследствии окончивший естественно-историческое отделение Московского университета и ставший геологом, исследователем Урала, деятельным членом Уральского общества любителей естествознания, палеонтологическим отделом музея которого он заведовал в начале 1900-х годов. В собственном доме здесь же на улице учёный открыл в 1899 году «аналитическую лабораторию для исследования различных руд» .
В доме № 51, в семье А. М. Анфиногенова, выходца из крестьян, служившего приказчиком у своего родственника купца И. К. Анфиногенова, в 1884 году родился другой известный екатеринбуржец — Андрей Андреевич Анфиногенов, крупнейший уральский краевед и библиограф, много писавший об Урале и работавший над «Географическим словарём Урала», оставшимся в рукописи. Дом семьи Анфиногеновых на Ломаевской являлся «истинным очагом культуры Екатеринбурга», в доме часто бывал и друг семьи Анфиногеновых, известный уральский писатель Павел Петрович Бажов.

### От XX века к современности
Новый, более респектабельный облик улица обрела в XX веке. Это было связано и не только с изменениями в архитектуре застройки, но и с появлением на улице административно-деловых зданий. В доме № 22 разместилась контора окружной инспекции страхового общества «Саламандра», занимавшегося страхованием зданий, людей, транспорта и капиталов. Дом № 5 стали занимать меблированные комнаты И. Е. Зонова, или гостиница «Берлин». В доме № 52 была учреждена 19-я поверочная палата мер и весов.
На месте пряничного заведения С. И. Афонина разместилась созданная наследниками купца кондитерская фабрика, производившая, согласно рекламе, «всевозможные сорта конфет, шоколада, карамели, монпансье, мармелада, пастилы, халвы, фруктового желе, чайного печенья, коврижек, пряников и сухарей». Фирма «С. И. Афонин» имела солидный магазин на Покровском проспекте (№ 36), где торговала, помимо кондитерских изделий, чаем, сахаром, табаком, бакалеей и гастрономическими товарами. Оживление уличной жизни привело к появлению на Ломаевской улице новых типов городских особняков в стиле модерн.

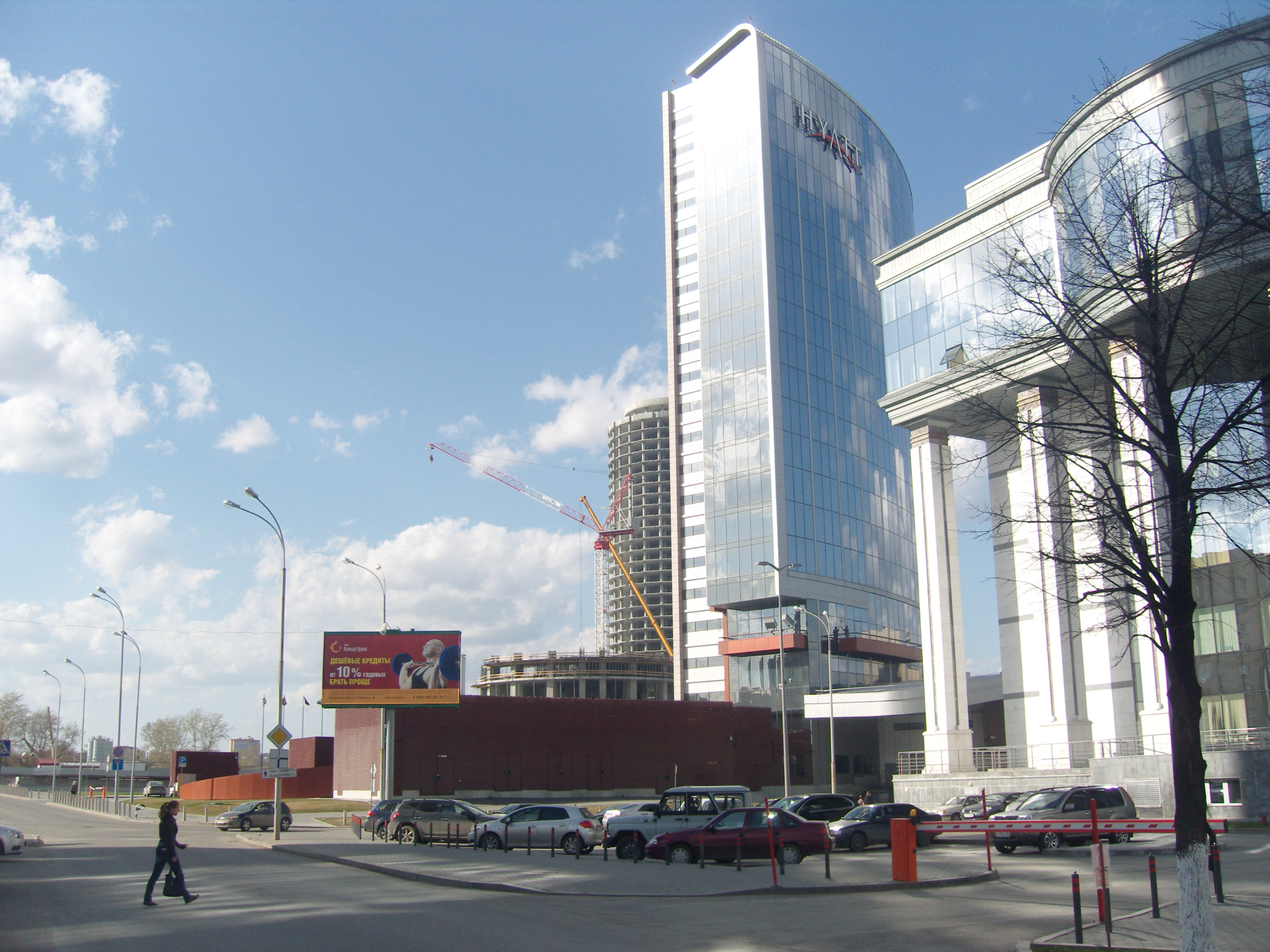
Чётная сторона улицы, апрель 2012 г.

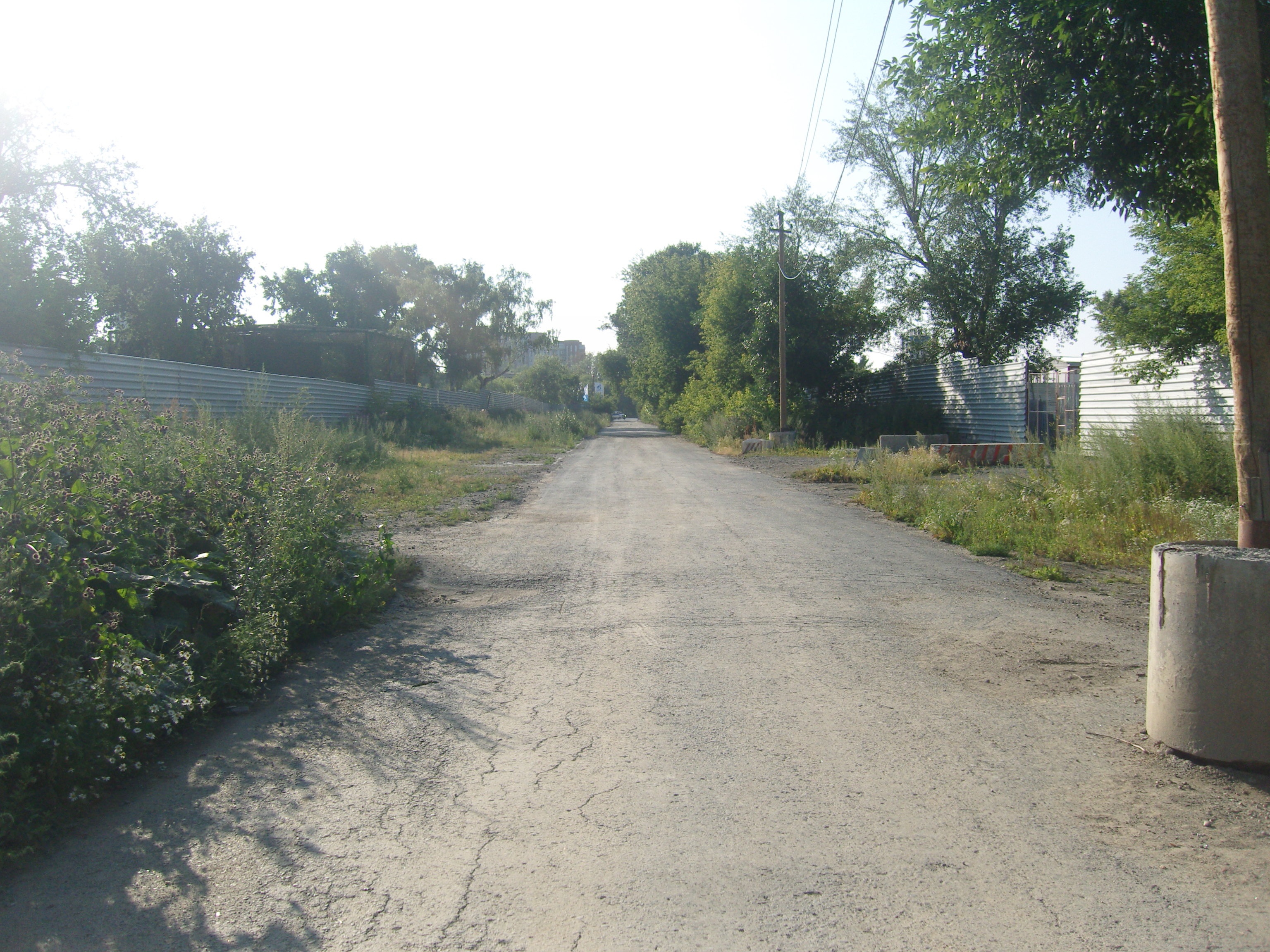
Часть улицы, лишённая застройки, июль 2010 г.

Была ли Ломаевская улица замощена, как ряд центральных улиц дореволюционного Екатеринбурга, данных не имеется, известно только, что в 1889 году она подлежала замощению на всей своей тогдашней протяжённости (320 сажень). В советское время улица была полностью заасфальтирована и освещена, появились водопровод и канализация.
После реконструкции района, произведённой в 1970-е годы, улица практически лишилась застройки, потеряв подавляющую часть расположенных на ней особняков, представлявших традиционные для жилой архитектуры Екатеринбурга усадебные комплексы с деревянными, каменными и полукаменными домами, в основном, относящиеся к строительному периоду второй половины XIX века. На улице сохранились только отдельные здания, относящиеся к памятникам архитектуры стиля модерн: деревянный дом с угловой башенкой (д. 9), ныне кафе-музей «Демидов», Дворец детского и юношеского творчества (д. 11а) и одноэтажный деревянный особняк (д. 27). На чётной стороне улицы находятся три здания, построенные после сноса старой застройки: «Здание областного правительства» (1982, непосредственно на улицу выходит только подземный гараж), «Здание Законодательного Собрания Свердловской области» (2009) и пятизвёздочная гостиница «Hyatt Regency Ekaterinburg» (2009). Все три здания адресно относятся к рядом расположенным улицам Бориса Ельцина и Октябрьской площади. В 2007—2010 годах на месте детской площадки жилого дома по улице Маршала Жукова, 10 было построено одноимённое с улицей жилое высотное здание «Февральская Революция» (д. 11), выходящее фасадом на улицу.
Планируется, что часть улицы к северу от улицы Боевых Дружин войдёт в состав строящегося делового квартала «Екатеринбург-Сити»: с чётной стороны на неё будут выходить западные фасады нескольких небоскрёбов («Исети», «Урала» и др.), а с нечётной — трёхуровневые торговые галереи «Бульвара Екатерины». Строительство первого на улице небоскрёба «Исеть» было начато в сентябре 2009 года и продолжается по настоящий 2012 год.
|  |
|  |

## Застройка улицы

### Примечательные здания и сооружения

#### Дом Мишиных (№ 9а)[сн 2]

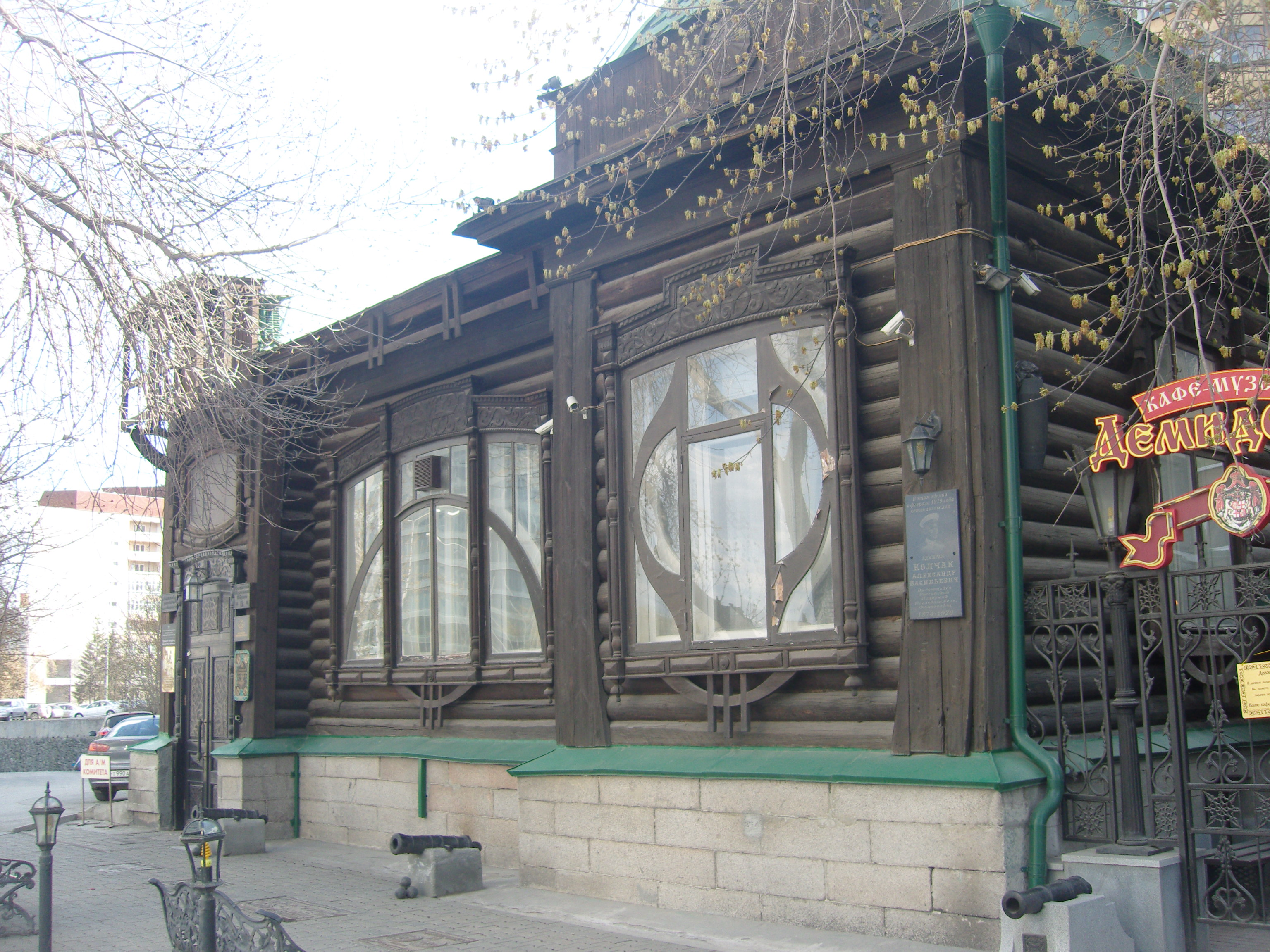
Дом Мишиных, апрель 2012

Деревянный одноэтажный особняк с каменным цоколем, расположенный на усадьбе Мишиных, был построен в 1900-х годах, но не ранее 1904 года. К этому времени усадьба уже принадлежала купеческой семье Соколовых. Дом построен в стиле модерна, находится в окружении современной застройки. В доме, в бытность своего шестого пребывания в Екатеринбурге в феврале 1919 года, останавливался адмирал Александр Васильевич Колчак. С 2005 года в подвале здания располагается кафе-музей «Демидов».
Ведущую роль в композиции дома занимает главный фасад: объём дома с его стороны имеет два слабых боковых выступа, левый соответствует главному входу, правый — помещению с большим окном, между выступами находится трёхстворчатое окно, занимающее почти всю центральную часть фасада. Сложный по форме декоративный козырёк и купол венчают боковые части дома. Крупномасштабные членения и детали — большие окна с массивным линейным переплётом, высокая дверь, крупный по формам резной орнамент наличников и двери — являются особенностью композиции фасада.
В архитектуре дома преобладает декор модерна, характерными его чертами являются рисунок оконных переплётов и стилизованный растительный орнамент наличников окон. Стиль модерна проявляется и в общем строе фасада с асимметрией его частей. Правая выступающая часть дома сформирована большим объёмом и благодаря наличию купольного завершения имеет большую высоту. Для проёмов окон характерен неодинаковый рисунок переплётов. Наличники окон главного фасада украшают рельефный растительный орнамент и фигурные балясины; точёными балясинами украшен дверной проём и окно над ним. Богатый резной узор имеется также на створках, филёнках и поперечной доске дверного портала. Декоративным карнизом из реек образована линейно-геометрическая полоса на фасаде. В композиции декоративного козырька на фигурных кронштейнах, установленного над входом в особняк, применён линейно-геометрический элемент с резной розеткой. Отделанный под черепицу купол увенчан навершием.
Отделка внутренних интерьеров также выполнена в стиле модерна. В двух парадных комнатах имеются окна с фигурными переплётами. Убранство центральной комнаты составляют широкий рельефный фриз, мягким закруглением переходящий в плоскость потолка. В рисунке фризов, потолочных плафонов и дверных створок используются вариации линейно-геометрического орнамента.

#### Дом Петровых (№ 11а)

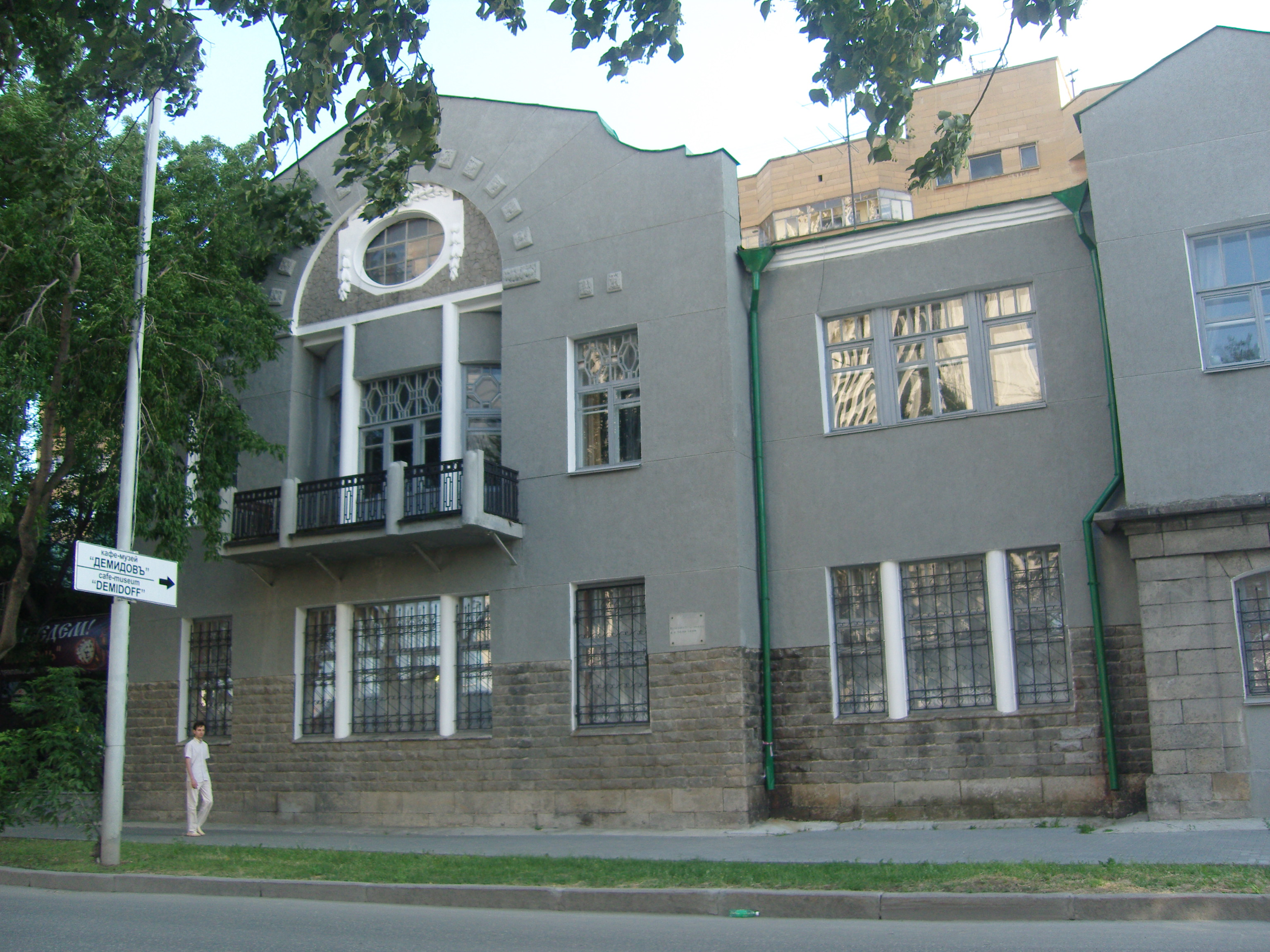
Дом Петровых, июль 2010 г.

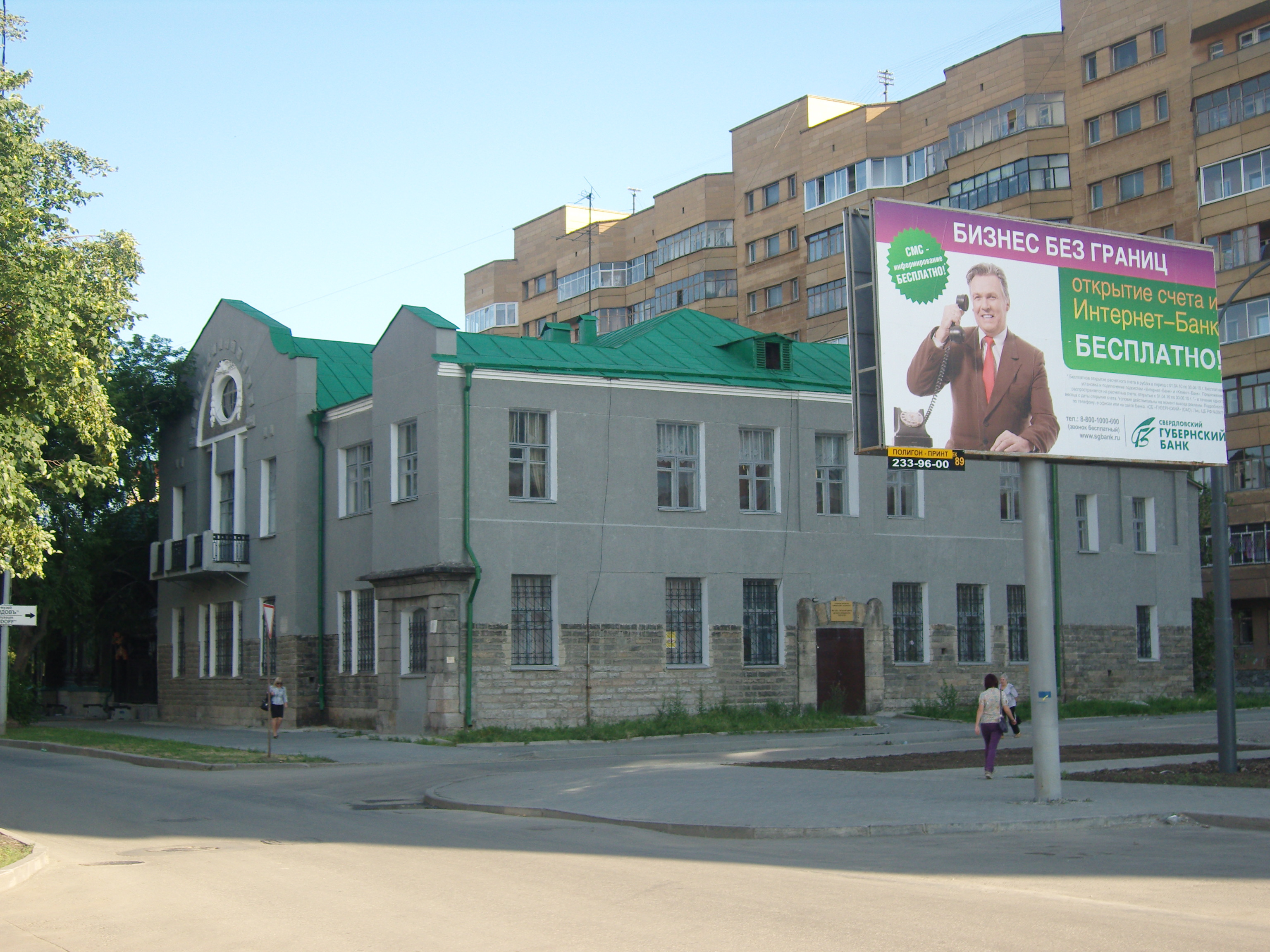
Дом Петровых, июль 2010 г.

Каменный двухэтажный особняк Петровых в стилистике модерна (архитектор неизвестен) был построен в 1910-х годах. Дом считается одним из лучших сохранившихся образцов архитектуры модерна в Екатеринбурге.
В 1918 году дом занимал Штаб Красной гвардии Екатеринбурга, из него, оставляя город войскам Колчака, уходили красногвардейцы. С домом связана легенда о том, что под ним имеются глубокие подвалы и подземные ходы. Последних известно как минимум двое. Один якобы тянулся до самого Кафедрального собора и был увязан в схему его подземных лабиринтов, а второй ориентировочно вёл в сторону Городского пруда: по рассказам жителя дома Адольфа Константиновича Епанчинцева, в общей коммунальной кухне дома был люк в подвал, из подвала подземный ход прослеживался на протяжении нескольких десятков метров и заканчивался завалом. Позднее подземный вход в галерею был заложен кирпичом. Неизвестно, пользовались ли подземным ходом отступавшие из города красноармейцы, но по словам А. К. Епанчинцева в подземелье были найдены предметы времён Гражданской войны, в том числе сабельный клинок. В современном доме находится городской дворец детского и юношеского творчества.
Объём и главный фасад исполнены асимметрично, делятся на три части: наиболее развитой является левая часть, слегка выступающая, средняя часть — западающая, связанная с узкой правой выступающей частью. Наиболее сложно решён фасад левого крыла. Композицию и декор здесь составляет мягкокруглящийся объём с проёмами второго этажа, несколько заглублённый в толщу стены, на которую наложены две полуколонки. В этой же части фасада расположен длинный балкон с невысокой решёткой ограждения. Левое крыло здания увенчано невысоким фронтоном ломаной формы, в который вписаны арочный рельеф с лепным орнаментом, создающим акцент, и овальным окошком верхнего света. В отделке фронтона использована штукатурка с радиальной расшивкой.
Фасады средней и правой частей по отношению к левому крылу решены относительно нейтрально. Тонкий художественный акцент в композицию фасада вносит графика оконных переплётов. В плане особняк характеризуется вытянутостью его крыльев вглубь квартала, образующих маленький внутренний дворик с угловым положением входов и крылечек. Все основные помещения обоих этажей примыкают к главному фасаду.

#### Деревянное здание в стиле модерн (№ 27)

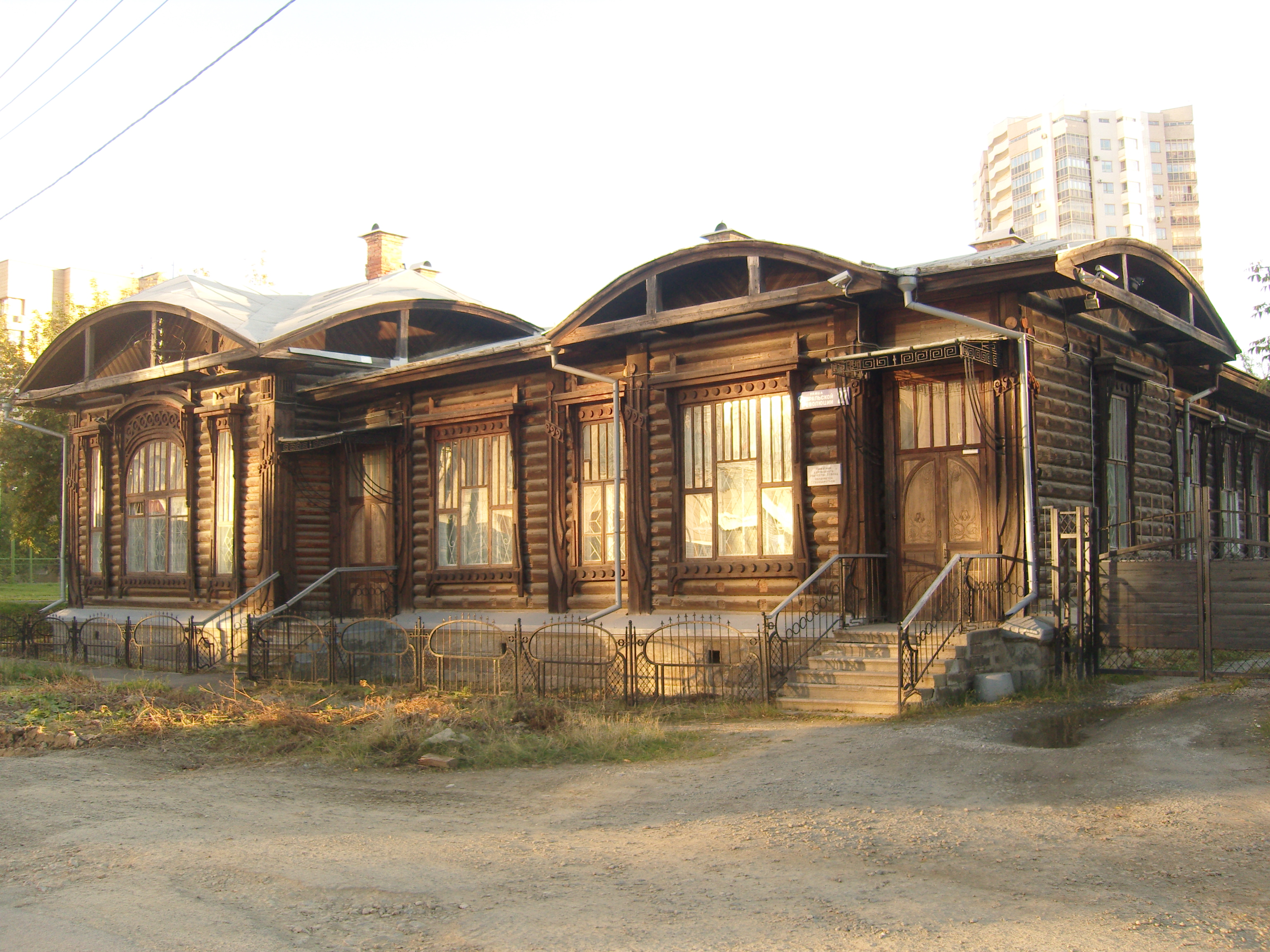
Деревянное здание в стиле модерн (№ 27), сентябрь 2010 г.

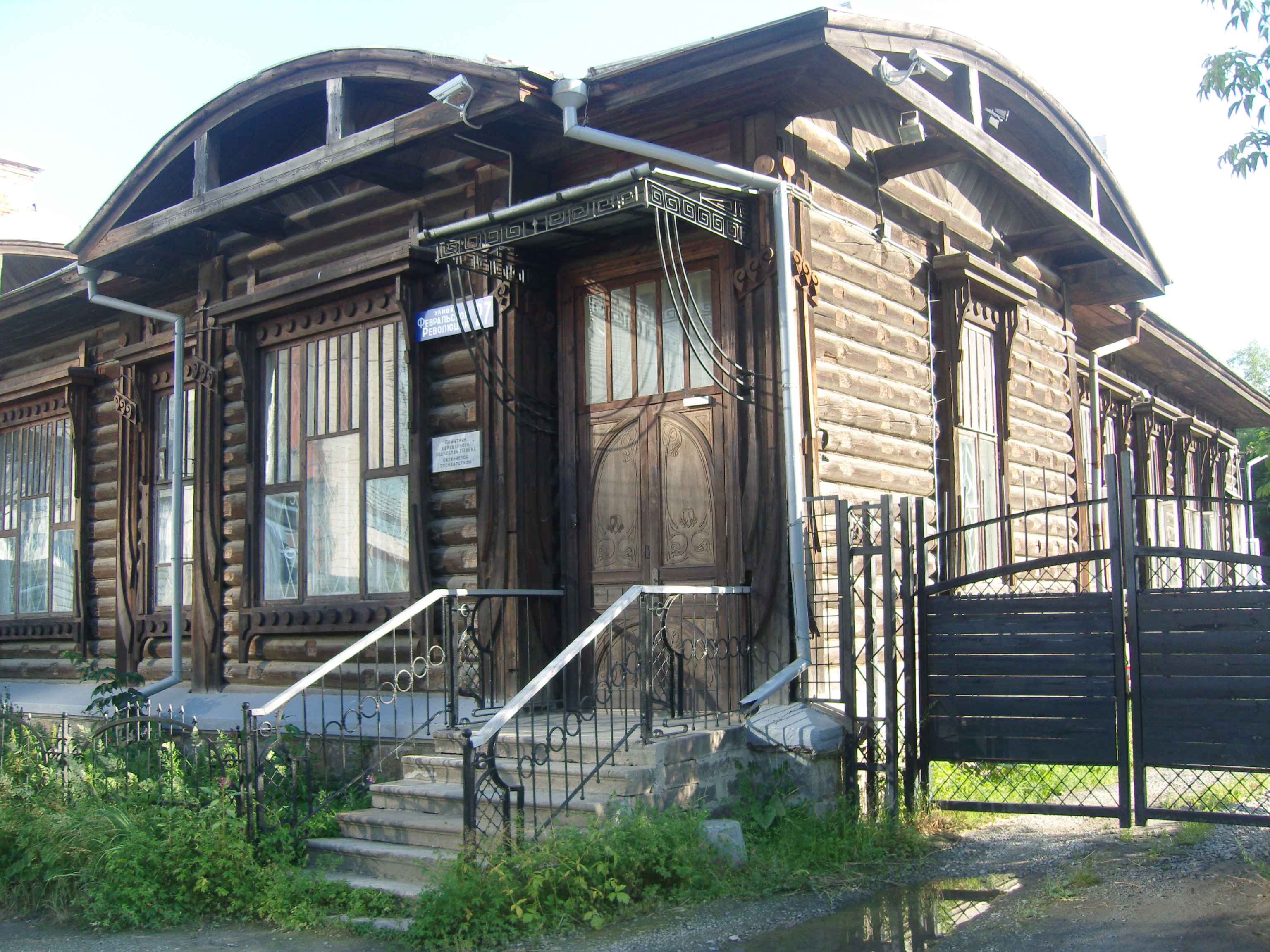
Деревянное здание в стиле модерн (№ 27), июль 2010 г.

Одноэтажный бревенчатый дом, обшитый тёсом, расположен на углу улиц Февральской Революции и Боевых Дружин, постройка датируется 1900-ми годами. Дом, являющийся примером городского особняка начала XX века в стиле модерн, поставлен на невысоком цоколе, облицованном гранитными плитами; со стороны улиц обнесён кованой оградой с характерным для стиля модерн линеарным рисунком. Здание, близкое в плане к квадрату, усложнено асимметричной композицией фасада, проявляющейся в выступах зальных помещений. Расположение особняка на углу улиц подчёркнуто угловым размещением квадратного зала с тремя оконными проёмами на каждую улицу, средние из которых имеют полуовальную форму.
Уличные фасады украшают наличники оконных проёмов различной ширины с накладным геометрическим орнаментом и высоким профилированным очертанием в интерпретации ордерных форм, обычной для стиля модерн. Стилевое оформление окон поддерживают линеарные украшения угловых лопаток, кованые ограждения палисадника, два каменных крыльца и металлические навесы на секторных кронштейнах. Планировка дома — центрическая с расположением комнат по периметру холла-прихожей, украшением которой является камин, отлитый на Каслинском чугунном заводе в 1907 году и примыкающий к северо-западной стене. Камин решён в формах модерна, сочетающихся с барочными элементами растительного узора в нижнем чугунном основании, и украшен декором.
В отделке холла использован рельефный плоскостной орнамент, лепной орнамент украшает карнизы и плафонную розетку. При устройстве дверей и окон использована деревянная резьба. Наибольшая комната в доме занимает северо-восточный угол здания, в ней находятся две печи, служащие для отопления дома. В комнате, расположенной справа от центрального входа, расположен ещё один камин, который выполнен использованием ордерных элементов: карнизов, архивольта и пилястров.

### Жилой высотный дом «Февральская революция» (№ 15)

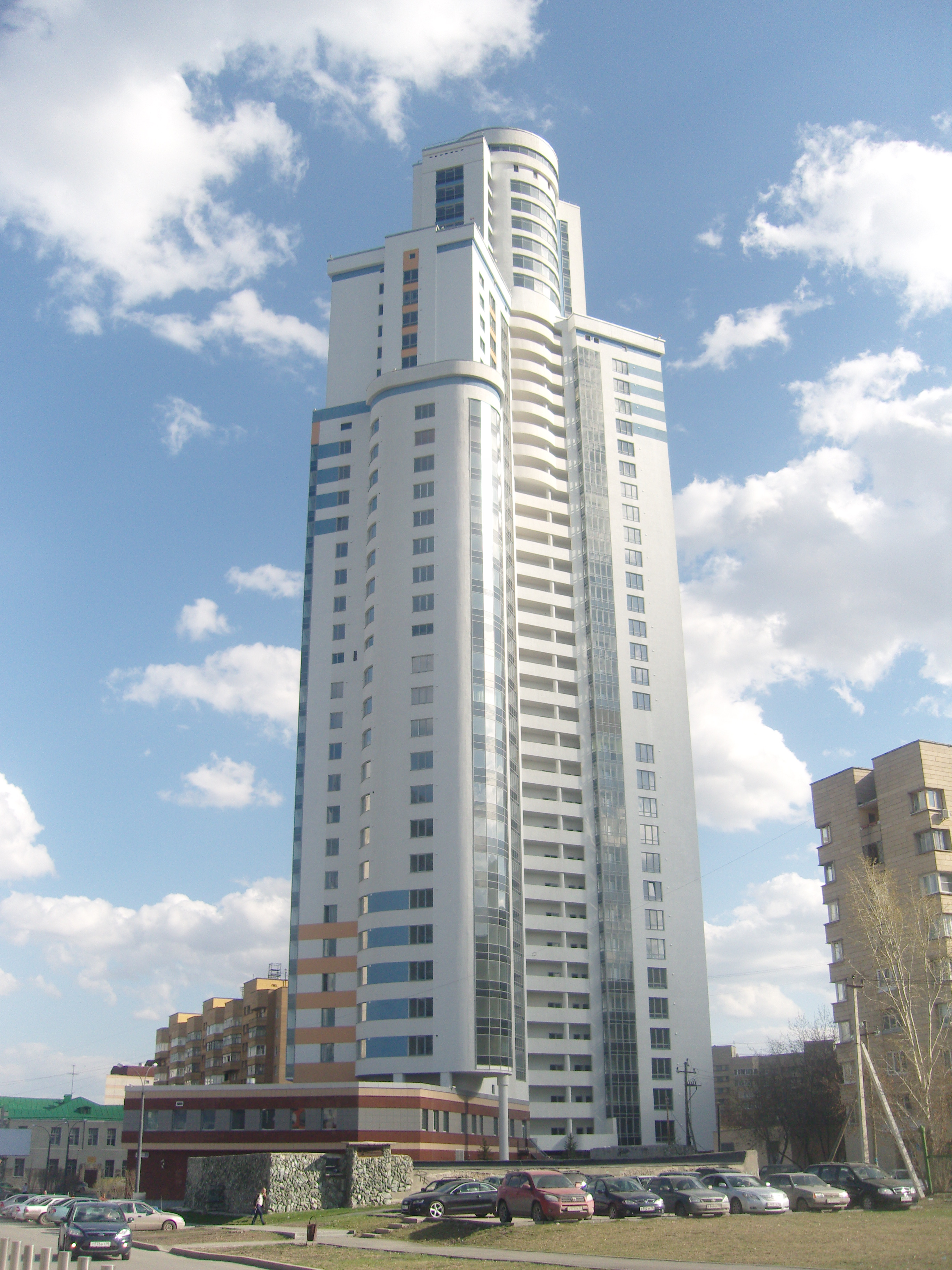
Жилой дом «Февральская революция», апрель 2012 г.

В 2006—2010 годах на улице был построен 42-этажный жилой дом высотой почти 140 метров, получивший название по имени улицы — «Февральская революция». Он является вторым по высоте из построенных зданий в Екатеринбурге, а на протяжении двух лет после окончания строительства также носил статус самого высокого жилого здания России за пределами Москвы, который позднее уступил 40-этажному жилому небоскрёбу «Олимп» в городе Грозном (высота последнего 145 м).

### Утраченные памятники культурно-исторического наследия
- Дом № 37 — Дом ювелира И. К. Анфиногенова, конец XIX века[25]. От дома сохранился только фундамент и развалины единственного этажа.  Объект культурного наследия № 6600000947№ 6600000947
- Дом № 51 — Дом, где жил известный уральский краевед Анфиногенов[25]  Объект культурного наследия № 6600000659№ 6600000659

## Мемориальные доски
- А. В. Колчаку — на фасаде дома № 9а. Торжественная церемония открытия состоялась 7 февраля 2006 года в присутствии представителей власти Екатеринбурга и области, воинов-афганцев, краеведов и историков. Мемориальную доску освятил архиепископ Екатеринбургский и Верхотурский Викентий[26][27];
- В память о том, что в доме в 1917 году помещался штаб Красной Гвардии — на фасаде дома № 11а.

## Транспорт

### Наземный общественный транспорт
Движение наземного общественного транспорта по улице не осуществляется. Ближайшие к улице остановки общественного транспорта — «Площадь 1905 года» и «Драмтеатр»:
- Остановка «Площадь 1905 года» (на одноимённой площади):

Автобус: № 21, 27, 28, 46, 48, 61;
Трамвай: № 2, 6, 13, 15, 18, 26, 27, А;
Маршрутное такси: № 011, 012, 014, 019, 034, 040, 045, 046, 052, 64.
- Остановка «Драмтеатр» (ул. Бориса Ельцина):

Автобус: № 21, 32;
Маршрутное такси: № 024, 034, 045.

### Ближайшие станции метро
В 500 метрах юго-восточнее от начала улицы находится станция 1-й линии Екатеринбургского метрополитена  «Площадь 1905 года». От станции метро до улицы можно добраться на автобусе № 32 или маршрутном такси № 024 (остановка «Драмтеатр»), затем перейти улицу Бориса Ельцина и пройти на юго-запад 150 м мимо здания правительства Свердловской области.

## Комментарии
1. ↑  Нижняя Ссыльная слобода находилась в черте Екатеринбургской крепости, в её юго-восточной части, между современными улицами Карла-Либкнехта и Толмачёва.
2. ↑  Наименования зданий и сооружений на улице приведены по:
  - Звагельская, 2007
  - Перечень объектов культурного наследия, находящихся на территории муниципального образования «город Екатеринбург». Улица Февральской Революции. Министерство культуры и туризма Свердловской области. Дата обращения: 19 июля 2012. Архивировано 6 марта 2009 года.